# Cuspidaria jeffreysi
Cuspidaria jeffreysi är en musselart som först beskrevs av Dall 1881.  Cuspidaria jeffreysi ingår i släktet Cuspidaria och familjen Cuspidariidae. Inga underarter finns listade i Catalogue of Life.